# Dorfkirche Klein Glien

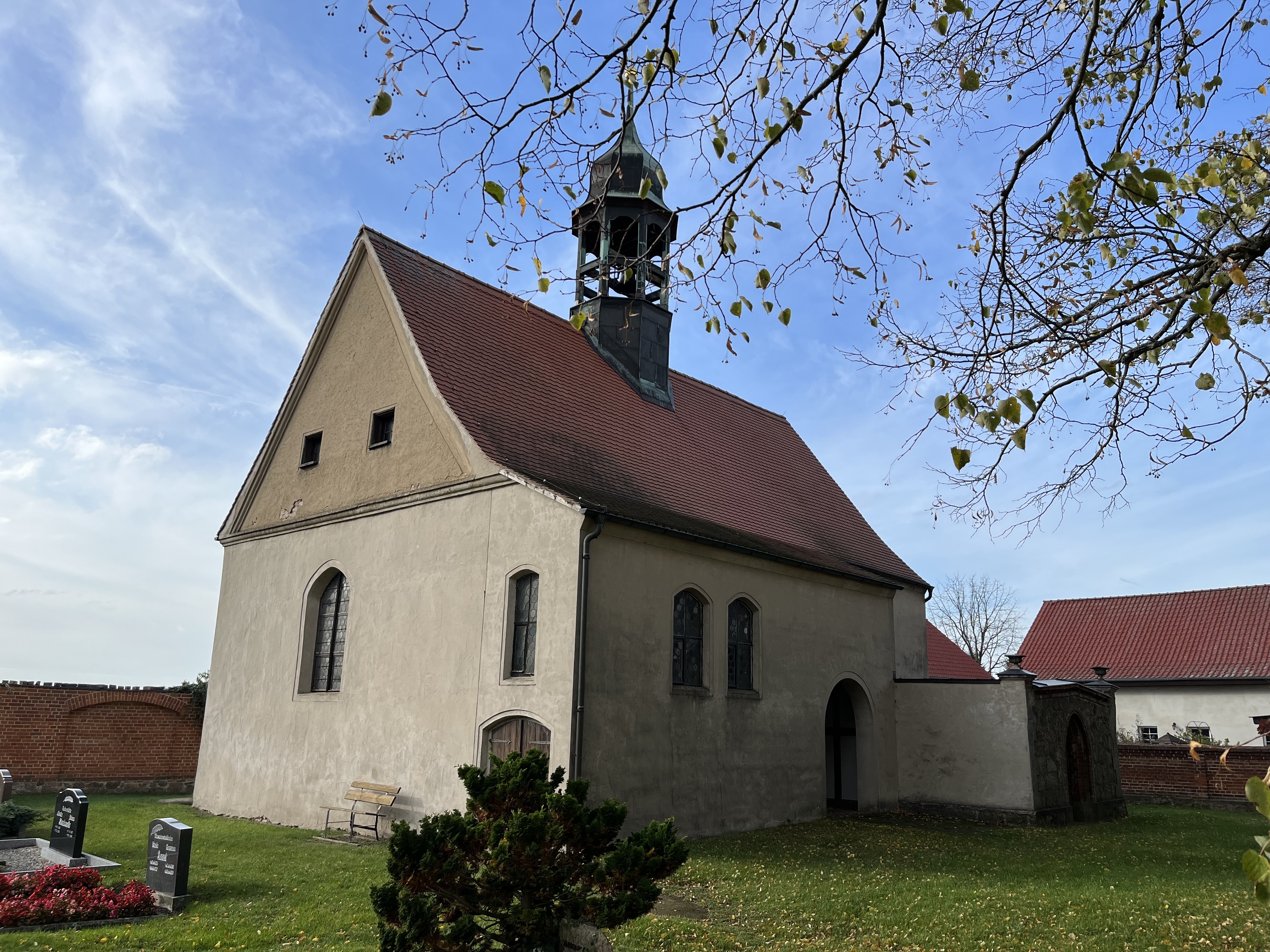
Dorfkirche Klein Glien

Die evangelische Dorfkirche Klein Glien ist eine Saalkirche in Klein Glien, einem bewohnten Gemeindeteil der Stadt Bad Belzig im Landkreis Potsdam-Mittelmark in Brandenburg. Die Kirchengemeinde gehört zum Kirchenkreis Mittelmark-Brandenburg der Evangelischen Kirche Berlin-Brandenburg-schlesische Oberlausitz.

## Lage
Die Bundesstraße 246 führt von Westen kommend in östlicher Richtung durch den Ort. Die Kirche steht südlich der Straße auf einem leicht erhöhten Grundstück mit einem Kirchfriedhof, der mit einer Mauer aus unbehauenen und nicht lagig geschichteten Feldsteinen eingefriedet ist.

## Geschichte
Das Straßendorf erschien erstmals 1388 als Czum lutkin Glyn in den Akten, bestand aus einer Halbhufe, die vor 1319 bis 1534 der Familie Schulte aus Belzig gehörte. Nach den Hussitenkriegen war das Dorf 1426/1427 als wüst bezeugt; erst 1542 entstand ein Vorwerk. Nach einigen Besitzerwechseln war das Dorf von um 1546 bis 1578 im Besitz der von Falkenröder. In dieser Zeit war Klein Glien vor 1575 Tochterkirche von Lübnitz. Das Kirchenpatronat lag beim Gut Klein Glien, der Zehnt war in Lübnitz mit enthalten. Nach einer kurzen Zeit, in der die von Thümen das Dorf innehatten, übernahmen 1595 die Brandt von Lindau aus Wiesenburg das Dorf. In dieser Zeit entstand im Jahr 1665 eine Dorfkirche. Diese war im Laufe der Zeit baufällig geworden und wurde 1790 unter den damaligen Herrschern, der Familie Trotta genannt Treyden zu Glien erneuert. Sie ließen vermutlich auch den schmalen Anbau längs der Ostseite errichten und die Fenster stichbogig erweitern. Im Jahr 1883 kam an der Nordseite eine Gruft hinzu. In den Jahren 1859 sowie 1993 bis 1997 wurde die Kirche restauriert.

## Baubeschreibung

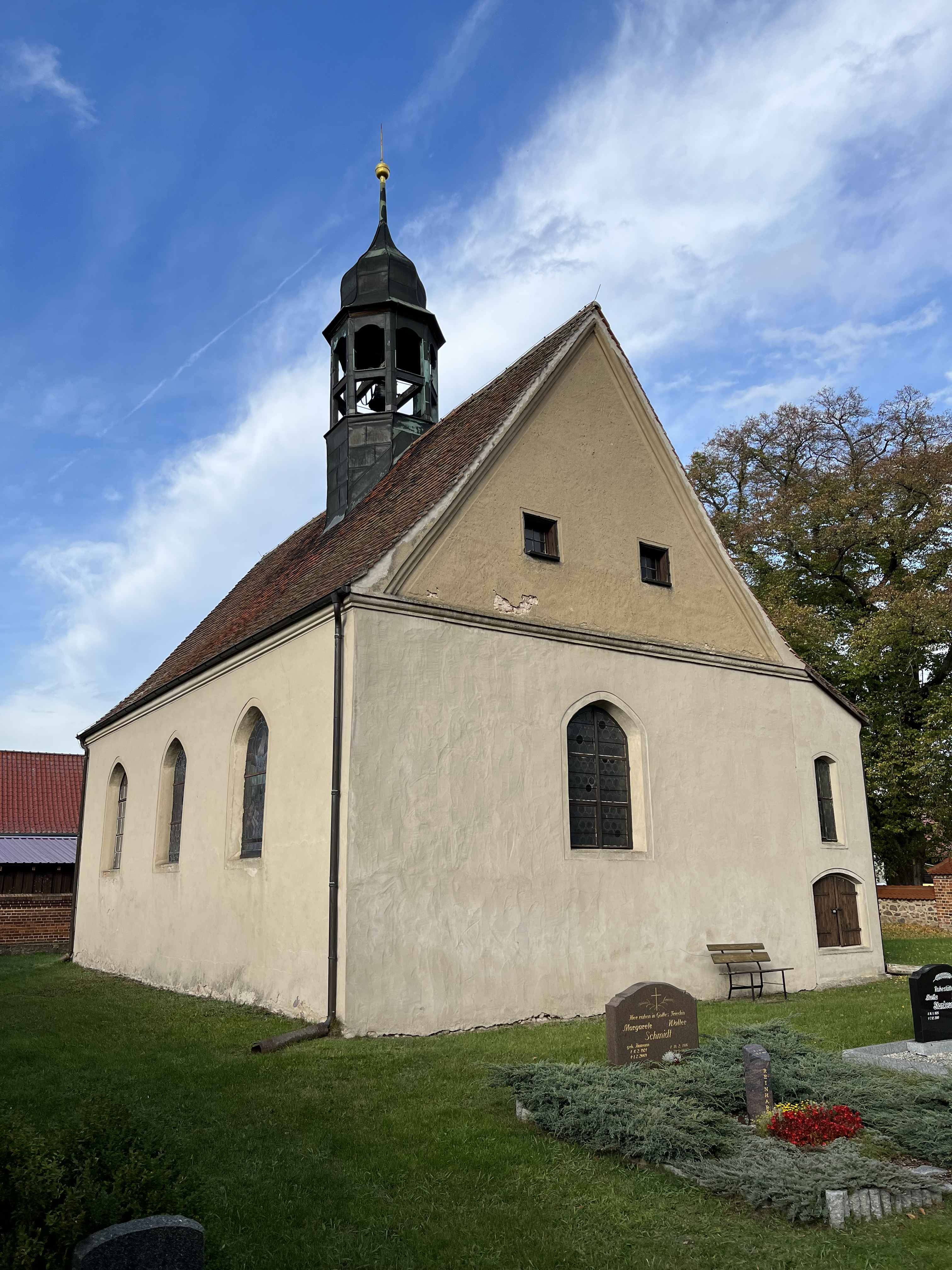
Ansicht von Südosten

Das Bauwerk entstand im Wesentlichen aus Mauersteinen, die anschließend verputzt wurden. Die Ostwand ist gerade, mittig ist ein großes, gedrückt-spitzbogenförmiges Fenster. Darüber erhebt sich der Giebel, der optisch durch ein Gesims vom unteren Baukörper abgetrennt ist. Dort sind zwei querrechteckige Fenster.
Die Nordseite des Langhauses wurde durch einen rechteckigen Anbau an der Ostseite erweitert. Er kann zum einen durch eine Pforte von Osten, aber auch durch ein großes Portal von der Nordseite her betreten werden. An der Ostseite ist ein, an der Nordseite zwei Fenster. Ebenfalls an der Nordseite befindet sich eine Gruft. Sie hat einen rechteckigen Grundriss und kann von Norden her über ein neugotisches Portal betreten werden. Die Wand an dieser Seite besteht aus behauenen Feldsteinen, während die übrigen Seiten verputzt sind. Die Gruft schneidet ein im Westen der Langwand liegendes Fenster. Sie selbst besitzt an der Westseite zwei schlichte und hochrechteckige Fenster, deren Form durch eine Fasche betont wird. Die Südseite des Langhauses ist vergleichsweise schlicht. Dort gibt es lediglich drei große gedrückt-segmentbogenförmige Fenster. Zwei weitere Öffnungen befinden sich an der Westseite des Bauwerks. Mittig darüber ist ein kleines Fenster. Der Westgiebel ist geschlossen.
Das Bauwerk trägt ein schlichtes Satteldach, in das der Anbau integriert wurde. Oberhalb des Dachs erhebt sich mittig ein zentral angebrachter, achteckiger Dachreiter aus Holz, der 1888 erneuert wurde.

## Ausstattung

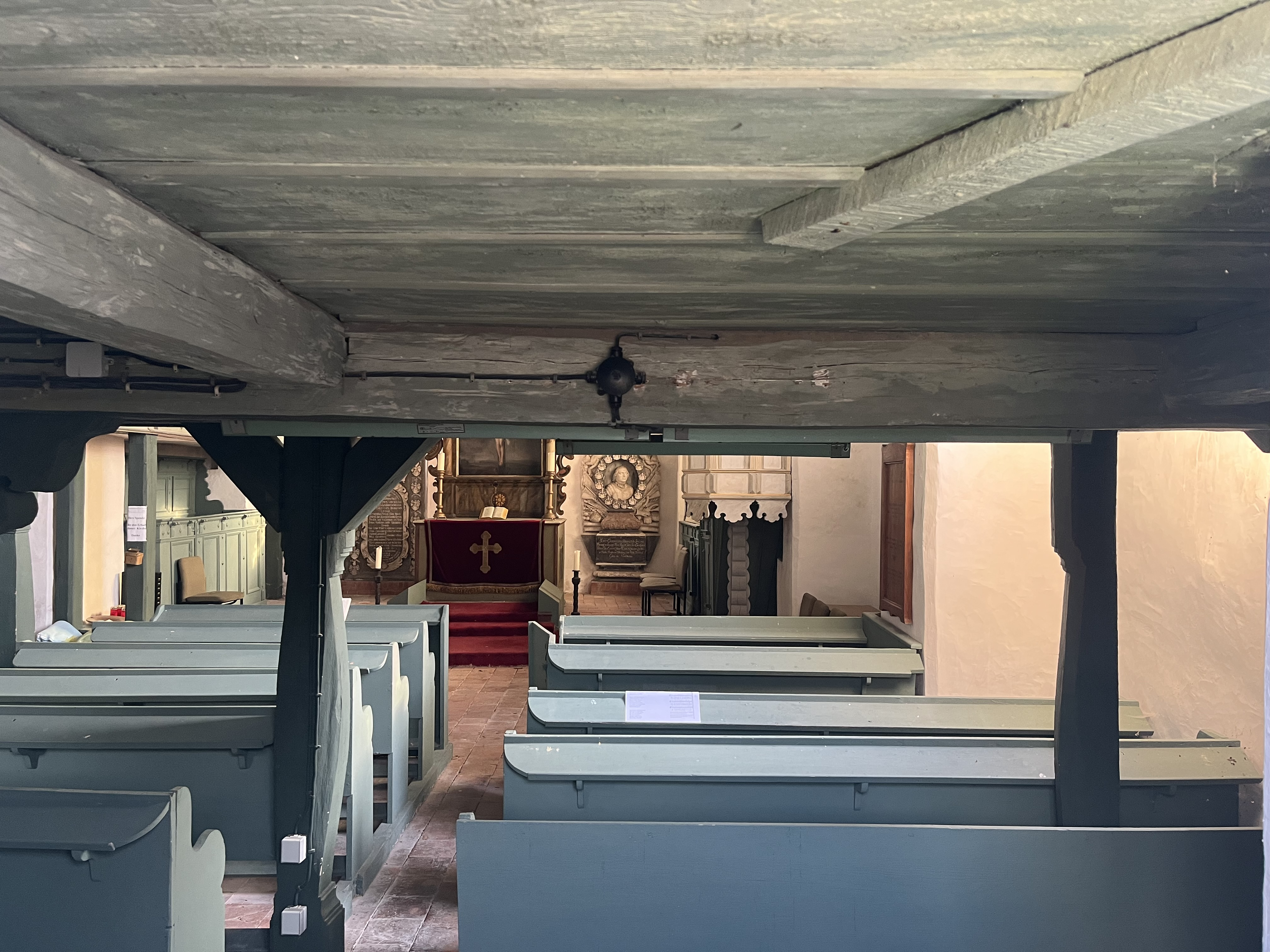
Blick ins Kirchenschiff

Das Altarretabel besteht aus einem zweigeschossigen Säulenaufbau aus dem Jahr 1683, der mit Wangen und Dekor verziert wurde. Im Altarblatt ist ein Gemälde, das das Auge Gottes und den Gekreuzigten zeigt. Es stammt aus der Mitte des 19. Jahrhunderts. Die hölzerne Kanzel entstand in der zweiten Hälfte des 17. Jahrhunderts. Im vorderen Bereich des Bauwerks befindet sich eine verglaste Patronatsempore mit Pilastergliederung, die zur gleichen Zeit entstand. Sie ist mit Wappen verziert, die nach 1790 aufgemalt wurden. Ebenfalls mit Wappen verziert sind zwei Bleiglasfenster aus der Zeit um 1885 und 1918. Im Norden und Westen befindet sich je eine Empore. Die westliche schwingt leicht hervor. Darauf steht eine Orgel, die Johann Wilhelm Grüneberg im Jahr 1791 schuf und die 1979 restauriert wurde. Das Bauwerk ist im Innern flach gedeckt und verfügt über einen mittleren Unterzug.
Zur weiteren Kirchenausstattung gehört ein Epitaph, das an den 1702 verstorbenen Christoph Brandt von Lindau erinnert. Es besteht aus weißem, schwarzem und rosafarbenem Marmor sowie Stuck und zeigt die Büste des Verstorbenen in einem ovalen Wappenrahmen. Ein weiterer Grabstein erinnert an seine erste Frau Sabine Hedwig von Waldau, die 1671 starb. Hier kam weißer und schwarzer Marmor zum Einsatz, dazu eine Inschriftentafel mit Ohrmuschelrahmung, Allianzwappen und Ahnenprobe. Ein hölzernes Epitaph erinnert an die 1677 verstorbene Hedwig von Kerstenbruch, seine zweite Frau, die 1677 starb.